# Vellozia kolbekii
Vellozia kolbekii är en enhjärtbladig växtart som beskrevs av Ruy José Válka Alves. Vellozia kolbekii ingår i släktet Vellozia och familjen Velloziaceae. Inga underarter finns listade.